# Ermé Désiré
Ermé Désiré, pseudonyme de Xavier Désiré Ernié et parfois nommé à tort Désiré Ermé (né à Jort en 1830), est un photographe orientaliste français, actif dans les années 1864-1885.

## Biographie
Ermé Désiré est né le 1er décembre 1830 à Jort,. Il s'installe au Caire, dans le quartier du Mouski, vers 1864. Il y reprend l'atelier Royer & Aufière, installé au début des années 1860 par Louis Royer et Clovis Aufière, ces derniers retournant en France pour ouvrir un studio à Marseille, 15 rue de la Cannebière.
Ermé Désiré photographie les rues d'Alexandrie et du Caire et, comme Hippolyte Arnoux et Émile Béchard, eux aussi installés en Égypte, il réalise des portraits en atelier. Son studio se nomme « Photographie parisienne »,. Certaines de ses photographies sont diffusées sous forme de photo-cartes,.
Le 11 octobre 1866, Désiré est à Suez pour photographier l’inauguration du bassin de radoub du vice-roi d’Égypte, bassin dont la réalisation a été commandée à une entreprise française. À cette occasion, il réalise un « reportage » sur les travaux du canal durant plusieurs semaines. Il se déplace le long des canaux dans un bateau équipé d’un laboratoire photographique et réalise une série de négatifs sur verre au collodion. Un ensemble de plus de 72 photographies sur la construction du canal de Suez est conservé au musée national de la Marine à Paris.
Contrairement à Louis Cuvier, son contemporain, ou à Hippolyte Arnoux qui photographie le canal vers 1880, aucun lien formel n’est établi entre la Compagnie universelle de Suez et Ermé Désiré. Pourtant, certaines de ses photographies sont exposées dans le pavillon de la compagnie lors de l’Exposition Universelle de 1867.
Entre 1866 et 1867, répondant à une commande officielle d'Ismaïl Pacha, khédive d’Égypte, il réalise des centaines de photographies du Caire, de ses écoles, portraits d'élèves et de soldats, dont beaucoup semblent aujourd'hui perdues. Au cours de cette mission, Ermé Désiré photographie différents corps de l’armée khédiviale et des dignitaires du régime égyptien : portraits équestres de dignitaires du régime, différents corps d’armée, garde d’honneur du khédive, musique de la garde. Certaines images sont rehaussées en couleurs et à l’or. 47 épreuves d’époque sur papier albuminé, présentées dans deux albums reliés, sont mises aux enchères en 2013, sous le titre Portraits de dignitaires du régime et corps de l’armée khédiviale, Le Caire, vers 1867-1874.
Ermé Désiré est toujours actif en 1885, mais après cette date, on perd toute trace de lui.
Souvent associée à l'orientalisme, son œuvre est toutefois empreinte d'un certain naturalisme.

## Œuvres photographiques
- 1865 (vers). Souvenirs du Caire. 52 photographies, tirages albuminés[19]
- 1866. [Construction du canal de Suez]. 72 photographies, épreuves d'époque sur papier albuminé
- 1867 (vers). Album de photographies prises en Égypte, au Caire et à Alexandrie. 49 photographies, épreuves d'époque sur papier albuminé[14]
- 1867-1874 (vers). Portraits de dignitaires du régime et corps de l’armée khédiviale, Le Caire. 47 photographies, épreuves d'époque sur papier albuminé[20]
- [Sans date]. Album des vues d'Égypte de Désiré phto. 25 photographies[21]

## Expositions
- 2005, musée national de la Marine, Paris. Jules Verne : Le roman de la mer. Du 9 mars au 31 août 2005[22].
- 2007, musée national de la Marine, Paris. Suez Désiré ou la métamorphose du paysage. Photographies de Ermé Désiré. Du 24 octobre au 25 novembre 2007. Exposition dans le cadre de la biennale Photoquai[23].
- 2014, Centre canadien d'architecture, Montréal. La Photographie de la ville arabe au XIXe siècle. Du 30 janvier au 25 mai 2014[24].

## Collections
- Centre canadien d'architecture, Montréal[21]
- Musée national de la Marine, Paris
- Musée Bartholdi, Colmar
- Souvenir de Ferdinand de Lesseps et du canal de Suez, Courbevoie[25]